# Omorani
Omorani (mazedonisch Оморани) ist ein Dorf im zentralen Teil Nordmazedoniens, das zur Gemeinde Čaška gehört. Die nächstgelegene Stadt ist Veles.

## Geographie
Omorani liegt etwa 50 Kilometer südwestlich von Veles. Das Dorf befindet sich im zentralen Teil der historischen Landschaft Azot, welche auch Babunija genannt wird, angelehnt an den Babuna-Fluss. Die Nachbardörfer von Omorani sind Teovo, Plevenje und Martolci. Nördlich des Dorfes erhebt sich das Bergmassiv Jakupica mit der Spitze Solunska Glava.

## Geschichte

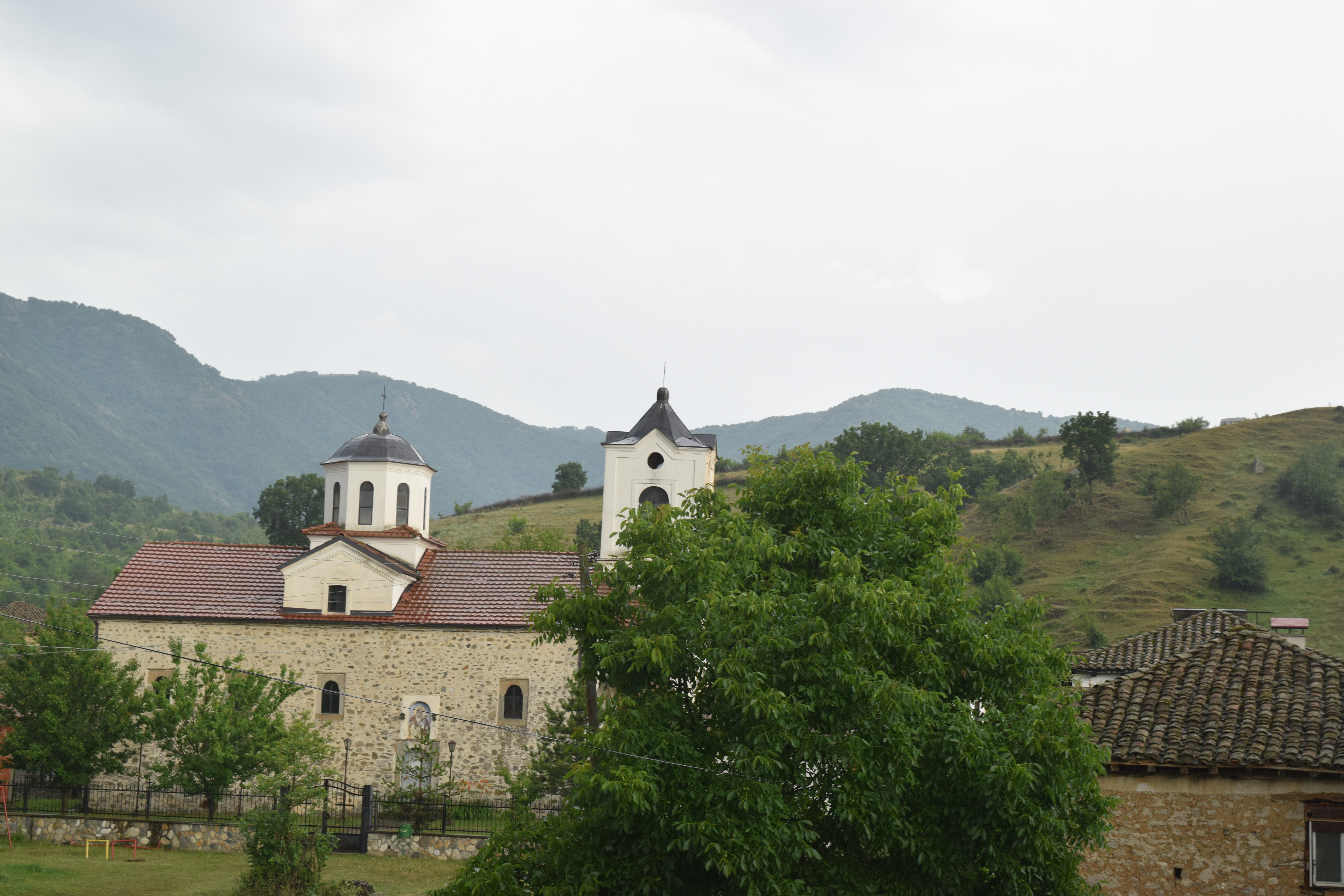
Blick auf die Dorfkirche Sv. Konstantin i Elena, errichtet 1895

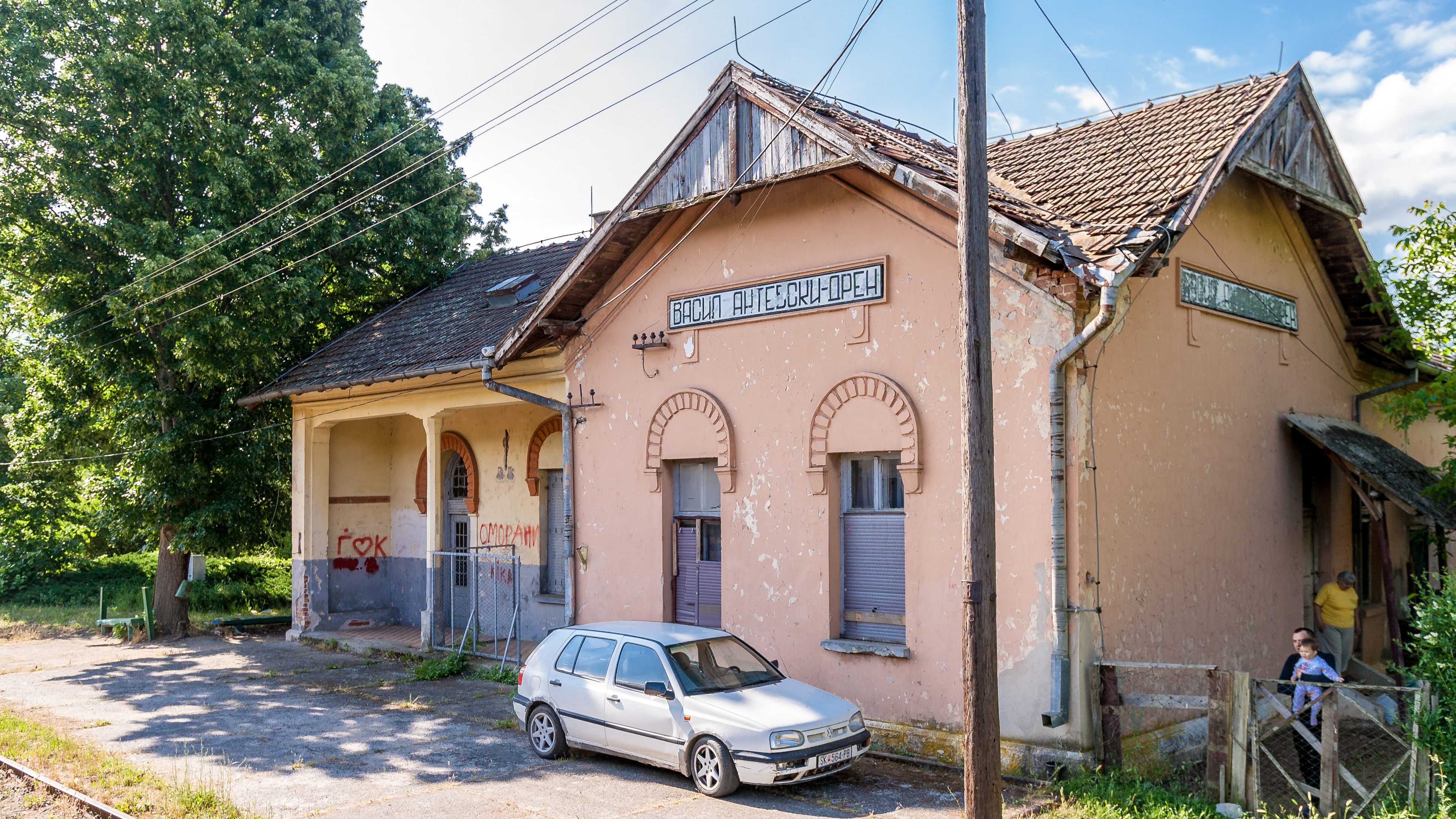
Blick auf den Bahnhof bei Omorani

Die Region Azot wurde nach 1900 Schauplatz blutiger Kämpfe und Scharmützel zwischen den bulgarischen Komitadschi der Inneren Makedonisch-Adrianopeler Revolutionären Organisation (WMORO) und den serbischen Tschetniks, welche sich teilweise erfolgreich in der Region eingenistet haben.
Laut der Statistik des Ethnographen Wassil Kantschow zählte Omorani Ende des 19. Jahrhunderts 780 christliche Bulgaren und 120 türkische Einwohner.
Laut einem Geheimbericht des bulgarischen Konsulats in Skopje im Jahre 1902 erkannten 96 der 113 Häuser des Dorfes das Ökumenische Patriarchat von Konstantinopel an. Laut dem Metropolit Polikarp von Debar und Veles existierten 1904 in Omorani 87 serbische Familien.
Nach den Statistiken des Sekretärs des bulgarischen Exarchats Dimitar Mischew ("La Macédoine et sa Population Chrétienne") aus dem Jahr 1905 lebten in Omorani 136 bulgarische Exarchisten, 768 bulgarische, serbophile Patriarchisten und sechs Zigeuner. Im Dorf existierten jeweils eine bulgarische und eine serbische Grundschule.
1927 führte der deutsche Forscher Leonhard Schultze Omorani auf seiner Karte Mazedoniens auf und ordnete es als ein gemischtes Dorf mit kürzlich serbisierten Bulgaren und Türken.
Laut der letzten Volkszählung von 2002 setzt sich die Bevölkerung aus folgenden Ethnien zusammen:
- Mazedonier: 141
- Andere: 2